# Lyophyllum infumatum
Lyophyllum infumatum är en svampart som först beskrevs av Giacopo Bresàdola, och fick sitt nu gällande namn av Robert Kühner 1938. Lyophyllum infumatum ingår i släktet Lyophyllum och familjen Lyophyllaceae.   Inga underarter finns listade i Catalogue of Life.
I den svenska databasen Dyntaxa används istället namnet Lyophyllum deliberatum för samma taxon.  Arten är reproducerande i Sverige.